# Democracy Manifest
"Democracy Manifest" -- também conhecido como "Succulent Chinese Meal", entre outros nomes -- é um vídeo de um segmento de notícias australiano de 1990 do repórter Chris Reason. É "um dos vídeos mais virais da Austrália", segundo a Sportsbet. O The Guardian, em 2019, chamou-o de "talvez o meme australiano mais notáveis dos últimos 10 anos". O YouTube tem várias postagens do vídeo com mais de um milhão de visualizações cada.
O vídeo mostra um homem que está sendo preso em um restaurante chinês de Fortitude Valley pelo suposto crime "e comer sem pagar. Lutando em um carro da polícia, ele fala com a voz dominante de um ator de palco treinado. Como a polícia se atrapalha, ele exclama "Isso é Manifesto da Democracia", "Tire a mão do meu pênis!", "Qual é a acusação? Comendo uma refeição? Uma suculenta refeição chinesa?", e "Vejo que você conhece bem o seu judô ".
O vídeo foi feito em 1990, mas não foi postado na Internet até 2009. Um mistério se desenvolveu sobre quem era o homem, com teorias centradas no jogador de xadrez húngaro Paul Charles Dozsa, conhecido por suas façanhas de comer sem pagar. Em 2020, um idoso australiano, mais tarde identificado como Cecil George Edwards, apareceu em um videoclipe de uma banda de rock punk australiana, The Chats, que revelou sua identidade verdadeira como o homem no vídeo, agora viral, de 1990. Edwards, que era um infrator de pequenos delitos e usava vários pseudônimos diferentes, foi preso injustamente em uma operação de flagrante armado pelo Serviço de Polícia de Queensland.